# WWE Raw Tag Team Championship
Đai World Tag Team Championship là một chức vô địch đấu vật đồng đội chuyên nghiệp được tạo ra và quảng cáo bởi công ty Mỹ WWE, được bảo vệ trên thương hiệu Raw của họ. Nó là một trong ba đai vô địch đồng đội duy nhất dành cho nam của ba thương hiệu chính của WWE, cùng với WWE Tag Team Championship của SmackDown và NXT Tag Team Championship của NXT. Nhà vô địch hiện tại là The Judgement Day (Finn Bálor và JD McDonagh). 
Chức vô địch được thành lập ban đầu là WWE Tag Team Championship vào ngày 20 tháng 10 năm 2002, và đội của Kurt Angle và Chris Benoit là những nhà vô địch đầu tiên. Nó được giới thiệu cho thương hiệu SmackDown là danh hiệu thứ hai đánh đồng đội được quảng cáo bổ sung cho công ty WWE World Tag Team Championship, nó trở thành độc quyền của thương hiệu Raw. Cả hai danh hiệu đã được thống nhất vào năm 2009, với cái tên "Unified WWE Tag Team Championship" trong khi vẫn cho phép các đai hoạt động độc lập cho đến khi World Tag Team Championship chính thức ngừng hoạt động vào năm 2010. Kết quả của WWE Daft 2016, đai vô địch trở thành độc quyền của thương hiệu Raw với cái tên như hiện nay; trong khi SmackDown cũng tạo ra SmackDown Tag Team Championship trở thành đối tác thứ hai. Vào năm 2019, NXT Tag Team Championship trở thành đai đánh đồng đội quan trọng thứ ba của WWE.

## Lịch sử

### 2002–2005
Sau Brand Extension ở World Wrestling Entertainment, WWE Undisputed Championship và WWE Women's Championship trở thành 2 đai duy nhất được bảo vệ cả ở RAW và SmackDown!, trong khi những đai còn lại thì thuộc về từng chương trình khác nhau. Trong thời kì mở cửa tự do, điều hành chính của RAW là Eric Bischoff đã được cho phép ký với những nhà vô địch đồng đội lúc đó về với RAW sau khi họ đã bị chuyển qua SmackDown!. Với kết quả của việc Tag Team Championship nay đã thuộc về RAW, để lại SmackDown! không còn một chức vô địch đánh đôi nào. Sau hành động đó của Bischoff, điều hành chính của SmackDown! là Stephanie McMahon đã giới thiệu một đai mới gọi là WWE Tag Team Championship và nó trở thành đai vô địch đồng đội thuộc về riêng SmackDown!.Cô phát biểu rằng những nhà vô địch mới sẽ được định đoạt bởi một vòng đấu loại gồm 8 đội thi đấu với nhau. Vào ngày 20 tháng 10 năm 2002, nhóm của Kurt Angle và Chris Benoit đã đánh bại nhóm của Rey Mysterio và Edge tại No Mercy 2002 trong trận đấu chung kết để trở thành những nhà vô địch đai WWE Tag Team Championship lần đầu tiên.

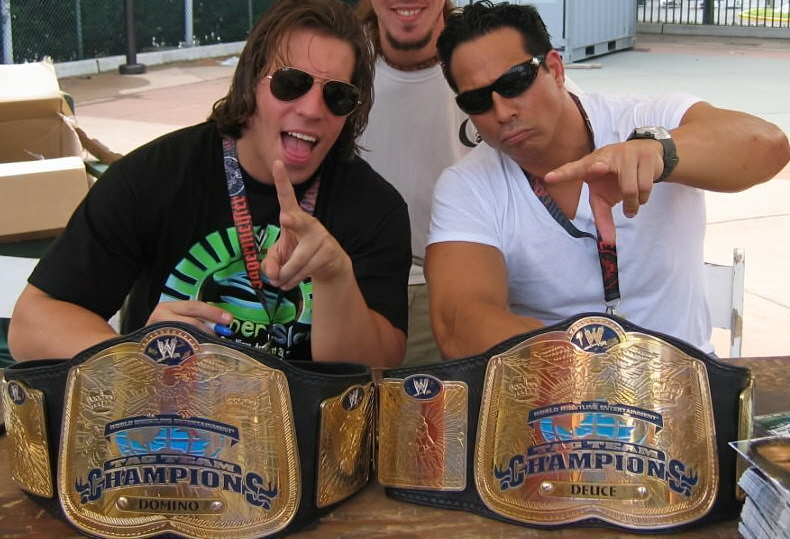
Những nhà vô địch một lần Deuce 'n Domino (trái và phải), được nhìn thấy ở đây với phiên bản đại diện đai vô địch khi nó vẫn còn cái tên WWE Tag Team Championship của SmackDown

Với sự xuất hiện của đai World Heavyweight Championship tại RAW sau khi đai Undisputed bị chuyển qua SmackDown! và trở thành WWE Championship lần nữa, đai Tag Team Championship ở RAW đã được xem là World Tag Team Championship. Điều này đã hoàn tất do đó tên của cả hai chức vô địch đồng đội bây giờ đã phản ánh tên của những chức vô địch đẳng cấp nhất ở từng chương trình tường ứng. Tuy vậy, sau khi Championship và World Heavyweight Championship đổi chỗ các chương trình cho nhau trong 2005 Draft Lottery, không có đai nào trong 2 đai được đổi tên. Đai đã được chuyển qua RAW, vì nhà vô địch lúc này là The Colóns (anh em Carlito và Primo) đã được chuyển sang RAW trong thời gian WWE Darft.

## Các nhà vô địch
Tính đến ngày 23 tháng 02 năm 2025, đã có 84 lần giữ đai, bao gồm 65 đội, 95 nhà vô địch riêng và một lần bỏ trống. Cesaro và Sheamus và New Day (Kofi Kingston và Xavier Woods) lập kỷ lục nhiều lần giữ đai nhất với bốn lần; trong khi cá nhân có Seth Rollins và Kofi Kingston nhiều lần giành đai nhất với sáu lần. Lần giữ đai thứ hai của New Day là lần giữ đai lâu nhất, với 483 ngày, và họ là đội duy nhất giữ đai trong hơn một năm liên tục — Big E cũng được công nhận đồng giữ đai trong hai lần đầu vô địch của nhóm, theo luật Freebird. Lần giữ đai duy nhất của John Cena và The Miz là lần giữ đai ngắn nhất với 9 phút. Là một đội, New Day có tổng số ngày giữ đai lâu nhất với 627 ngày; trong khi Kingston có tổng số ngày giữ đai lâu nhất với 912 ngày (WWE công nhân anh giữ đai trong 910 ngày). Nicholas là nhà vô địch trẻ nhất, giành đai khi mới 10 tuổi; trong khi Billy Gunn là nhà vô địch lớn tuổi nhất ở tuổi 50. 
Những nhà vô địch hiện nay là AJ Styles và Omos trong lần đầu tiên họ giữ đai khi là một đội cũng như cá nhân. Họ đánh bại New Day (Kofi Kingston và Xavier Woods) tại Đêm 1 WrestleMania 37 vào ngày 10 tháng 4 năm 2021 ở Tampa, Florida.